# Daniel Poulin
Daniel Poulin (ur. 19 września 1957 w  Robertsonville, zm. 2 stycznia 2015) – kanadyjski hokeista.

## Kariera
- Chicoutimi Saguenéens (1973–1977)
- Kalamazoo Wings (1977–1978)
- Muskegon Mohawks (1977–1978)
- Erie Blades (1978–1980)
- Oklahoma City Stars (1980–1981)
- Minnesota North Stars (1981–1982)
- Nashville South Stars (1981–1982)
- EHC Biel (1982–1989)
- HC Davos (1989–1990)

Wychowanek Chicoutimi Saguenéens. Przez cztery sezony występował w kanadyjskiej lidze juniorskiej QMJHL, następnie przez dwa lata w IHL. W latach 1982–1989 w Szwajcarii z drużyną EHC Biel występował w NLA.

## Sukcesy

### Klubowe
- Mistrzostwo EHL: 1979, 1980 z Erie Blades
- Mistrzostwo Szwajcarii 1983 z EHC Biel

### Indywidualne
- zespół gwiazd QMJHL - 1976
- zespół gwiazd EHL - 1979, 1980, 1982